# Adam Vella
Adam Vella (ur. 5 stycznia 1990) – maltański zapaśnik walczący w stylu wolnym. Zajął dwunaste miejsce na mistrzostwach Europy w 2022. Piąty na igrzyskach Wspólnoty Narodów w 2014; ósmy w 2018 i dwunasty w 2022. Piąty na igrzyskach śródziemnomorskich w 2013. Brązowy medalista mistrzostw śródziemnomorskich w 2015 roku.